# ویتولد کنتی
ویتولد کُنتی (لهستانی: Witold Conti؛ ۱۹۰۸ – ۱۹۴۴) بازیگر اهل لهستان بود.
از فیلم‌ها یا مجموعه‌های تلویزیونی که وی در آن‌ها نقش داشته‌است می‌توان به همه مجاز به عشق ورزیدن هستند و صدای صحرا اشاره نمود.